# عملية السلام السورية

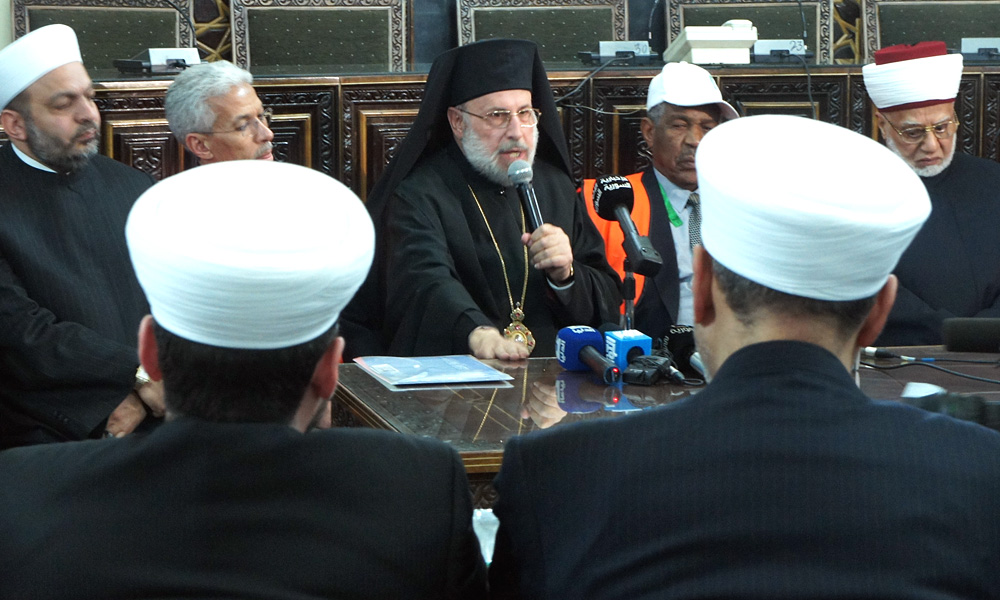
صورة لاجتماع مراقبي الجامعة العربيّة مع زعامات دينيّة موالية لبشار الأسد في دمشق، 17 كانون الثاني/يناير 2012.

مقترحات تسوية الأزمة السورية مجموعة مبادرات ومقترحات وخطط معدّة لحل الأزمة السوريّة التي أعقبت اندلاع الانتفاضة السورية 2011-2012 ضد نظام بشار الأسد، من أهم محاولات حل الأزمة السورية خطّة السلام العربيّة وبعثة المراقبين العرب إلى سورية المنبثقة عنها، كما قدّمت روسيا عدّة مقترحات لحل الأزمة السورية تعكس وجهة نظرها للصراع، وفي يناير 2012 تأسست مجموعة أصدقاء سورية لدعم الانتفاضة السوريّة ضد بشار الأسد ولإيجاد تسوية عادلة للإزمة السوريّة، عقدت المجموعة مؤتمرين: مؤتمر أصدقاء سورية الأول في العاصمة التونسيّة ومؤتمر أصدقاء سورية الثاني في مدينة إسطنبول التركيّة، في فبراير 2012 انطلقت خطة سلام كوفي عنان لسورية التي تعتبر من أكثر المحاولات الدوليّة جديّة لإنهاء الحرب الأهلية السورية، الخطّة تستند بشكل أساسي لوقف إطلاق النار وذلك ابتداءً من 10 أبريل 2012.

## اقتراحات الجامعة العربية

### خطة جامعة الدول العربية للسلام
في 3 نوفمبر 2011، وافق النظام السوري على خطة السلام العربيّة تتضمن وقف لإطلاق النار، لكن سرعان ما واصل النظام حملته على معاقل المعارضة، وقتل أكثر من 250 شخص خلال أقل من إسبوعين على قبول النظام السوري للخطة العربيّة. ,في 19 ديسمبر 2011، وافقت سورية على خطة السلام العربية وسمحت لبعثة المراقبين العرب بدخول البلاد، وكجزء من الخطة أفرج النظام السوري في 2 يناير 2012 عن 552 معتقل سياسي>

### بعثة المراقبين العرب إلى سورية
أرسلت الجامعة العربية بعثة من المراقبين بقيادة الجنرال السوداني محمد الدابي لمراقبة الوضع الإنساني في سورية على خلفية حركة الاحتجاجات الغير مسبوقة ضد نظام بشار الأسد، دخلت طلائع البعثة البلاد في يوم الخميس 22 كانون الأول/ديسمبر 2011 بعد توقيع سورية على المبادرة العربية قبل ذلك بثلاثة أيام، في 28 كانون الثاني/يناير 2012 قامت الجامعة العربيّة بتعليق أعمال البعثة 2012 لعدم التزام النظام السوري ببنود الخطة العربيّة ولتدهور الأوضاع الإنسانيّة.

### دعوة الأمم المتحدة لإصدار قرار
طلبت جامعة الدول العربية في 31 يناير 2012 من مجلس الأمن الدولي استصدار قرار يدعم خطتها لحل الأزمة السورية بما في ذلك دعوة بشار الأسد للتنحي، مجلس الأمن الدولي فشل في استصدار القرار بسبب اعتراض الصين وروسيا على القرار واستخداميها حق النقض الفيتو. في نهاية المطاف وافقت الجمعية العامة للأمم المتحدة على مشروع القرار العربي-الغربي على الرغم من اعتراض الصين وروسيا وبعض حلفاء النظام السوري كإيران وكوريا الشمالية وتصويتهما ضد القرار، قرار الجمعية العامة للامم المتحدة على خلاف مجلس الأمن الدولي لا يتمتع بالقوة القانونية ويعتبر قرار غير ملزم.

## مبادرة أصدقاء سورية
تأسست مجموعة أصدقاء سورية في أواخر فبراير 2012 بهدف دعم الانتفاضة السورية ضد نظام الأسد وإيجاد تسوية سلميّة للأزمة السورية، عقدت المجموعة مؤتمرين الأول أواخر شباط/فبراير 2012 في تونس والثاني بداية أبريل 2012 في تركيا، اعترفت عقب مؤتمرها الثاني بالمجلس الوطني السوري كممثل وحيد للشعب السوري.

## خطة سلام كوفي عنان لسورية
بدأت خطّة سلام كوفي عنان (مبعوث الأمم المتحدة وجامعة الدول العربية) لسوريا في شباط/فبراير 2012 وتعتبر من أكثر المحاولات الدوليّة جديّة لتسوية الأزمة السوريّة 2011 - 2012، في 24 مارس 2012 توجه كوفي عنان إلى العاصمة الروسيّة موسكو في محاولة منه لتأمين الدعم الروسي لخطته التي تركز على وقف فوري لإطلاق النار وبدء حوار سياسي مفتوح

## مؤتمر المعارضة في أستانا (2015)
9 أبريل 2015: بدأت فكرة منصة أستانا كمبادرة شخصية من السياسية السورية رندا قسيس حيث وجهت نداء من موسكو أثناء اجتماع جميع أعضاء منصة موسكو مع نور سلطان نزارباييف رئيس كازاخستان لاستقبال المعارضين السوريين من كافة الاتجاهات للوصول إلى تفاهمات يمكنها أن تكون أرضية جيدة لكل الدول وخصوصًا أن كازاخستان تتميز بعلاقات جيدة مع جميع الدول اللاعبة في المنطقة مما يعزز محاولات إيجاد حل سياسى في سورية.
21 أبريل 2015: رد الرئيس الكازاخي نور سلطان نزارباييف من خلال وزير خارجيته إيرلان إدريسوف بخصوص النداء الذي وجهه سبعة من المعارضين السوريين في أوائل أبريل من موسكو، وتحدد آخر أبريل لتستقبل كازاخستان وفدًا من المعارضين للمباشرة في تحضيرات «منصة أستانا».
1 مايو 2015: استقبل وزير الخارجية الكازاخستانية، إيرلان إدريسوف رندا قسيس رئيسة حركة المجتمع التعددى في العاصمة الكازاخستانية أستانا، وجاء هذا اللقاء بهدف تبادل الرؤى والأفكار بما يخص الملف السورى والمسار السياسى للخروج من الأزمة السورية، كما تناولا موضوع التحضيرات للبدء في إنشاء منصة مشاورات تجمع المعارضين السوريين في العاصمة الكازاخستانية أستانا.
21 مايو 2015: أعلن وزير خارجية كازاخستان، إيرلان إدريسوف، أن المفاوضات بين أطياف المعارضة السورية ستجرى في العاصمة الكازاخستانية، أستانا، الأسبوع التالي، وجاء ذلك على هامش المنتدى الاقتصادى.
26 مايو 2015: (اليوم الأول في محادثات منصة أستانا السياسية) تم التطرق فيه إلى الملف الإنسانى والمساعدات الإنسانية التي يمكن لكازاخستان تقديمها إلى أربع مناطق وهى المنطقة الواقعة تحت سيطرة النظام ومنطقة الشمال والجنوب الخارجتين عن سيطرة النظام ومنطقة الإدارة الذاتية.
27 مايو 2015 : (البيان الختامي للمشاورات حول الأزمة السورية) وجاء كالتالى:
«يعلن المجتمعون في أستانا (خلال الفترة 27/26/25 مايو)، وبرعاية كريمة من الحكومة الكازاخية، عن قناعتهم إن الحل السياسي هو الأساس والمقدمة لأى حل محتمل ينقذ البلاد والعباد من هذه المأساة. وبدأ جليا إنه لا يمكن أن يحسم هذا الصراع من قبل أي طرف من الأطراف المسلحة، لا بد من الجلوس إلى طاولة التفاوض لإيجاد الأسس السياسية لإحلال السلام الوطني الشامل. إن الانحياز للحل السياسي- التفاوض، هو نتاج قناعة راسخة لدى المجتمعين تعبر عن رغبة السوريين جميعا في إنقاذ بلادهم»
24 سبتمبر 2015 : خلال جلسة رسمية في القصر الجمهوري بآستانا عاصمة كازاخستان، شاركت رندا قسيس رئيسة حركة المجتمع التعددي في سوريا والمشرفة على مسار آستانا للحل السياسي، حيث قدمت عرضاً موسعاً لجديد الملف السوري، وأكدت على ضرورة إيجاد حل سياسي عاجل وشامل للأزمة السورية التي تم نقاشها مطولاً.
2 أكتوبر 2015: شاركت منصة استانا في مؤتمر «أستانا - 2» للمعارضة السورية
أقر مؤتمر «أستانا 2» للمعارضة السورية وثيقته النهائية التي تدعو إلى إجراء انتخابات برلمانية في سوريا تحت رقابة دولية وضمان أمن جميع المرشحين.

## مبادرة اللجان الأربع
مبادرة اللجان الأربع هي اقتراح قدمه مبعوث الأمم المتحدة ستافان دي ميستورا في 29 يوليو 2015 كطريقة لبدء عملية السلام في الحرب الأهلية السورية، لم تكن هناك محادثات سلام بشأن سوريا منذ أن انتهت اجتماعات جنيف 2 في أوائل عام 2014 بالفشل.

## اتفاق الزبداني لوقف إطلاق النار
في سبتمبر 2015، أعلن حزب الله، حليف الحكومة السورية، عن هدنة لمدة ستة أشهر بين بلدة الزبداني التي يسيطر عليها المتمردون بالقرب من دمشق وبلدتين شيعيتين في شمال غرب سوريا. تم التوصل إلى الصفقة بعد وساطة من إيران.

## محادثات السلام السورية في فيينا
23 أكتوبر 2015 : اجتمع وزراء خارجية الولايات المتحدة وروسيا والسعودية وتركيا وتحدثوا في فيينا عاصمة النمسا، لإيجاد طريقة لإنهاء الصراع السوري.
30 أكتوبر 2015 : عُقدت الجولة الأولى من محادثات السلام السورية في فيينا بمشاركة وزراء خارجية 20 دولة: الولايات المتحدة وروسيا وإيران والمملكة العربية السعودية وتركيا والصين والمملكة المتحدة وفرنسا وإيطاليا وألمانيا ودول أخرى، واتفق الوزراء على ضرورة أن تبدأ الحكومة السورية والمعارضة محادثات سياسية، وقد أسفرت الجولة الثانية من محادثات فيينا التي عقدت في منتصف نوفمبر عن اتفاق بشأن الحاجة إلى عقد اجتماع بين الحكومة السورية وممثلي المعارضة في مفاوضات رسمية تحت رعاية الأمم المتحدة بتاريخ مستهدف هو 1 يناير 2016.
بعد يوم واحد من اجتماع الفصائل المناهضة للحكومة، بما في ذلك أحرار الشام، الذي عقد في الرياض، المملكة العربية السعودية، في 10 ديسمبر، صدر بيان مبادئ لتوجيه محادثات السلام مع الحكومة السورية، الرئيس السوري بشار قال الأسد إنه لن يتفاوض مع «إرهابيين أجانب». كما رفضت روسيا نتيجة الاجتماع في الرياض، الذي قالت إنه غير تمثيلي ويشمل جماعات إرهابية.
بعد أن زار جون كيري موسكو حيث التقى بنظيره الروسي سيرجي لافروف وكذلك فلاديمير بوتين في 15 ديسمبر، أُعلن أنه في 18 ديسمبر 2015 ستجتمع القوى العالمية في نيويورك لتمرير قرار للأمم المتحدة يؤيد مبادئ عملية السلام في سوريا.
18 ديسمبر 2015: بعد أن تغلب مجلس الأمن التابع للأمم المتحدة على الجمود بشأن سوريا الذي استمر منذ أكتوبر 2011، أصدر بالإجماع القرار 2254 (2015)، الذي يؤيد خطة ISSG الانتقالية التي تحدد جدولًا زمنيًا لإجراء محادثات رسمية وتشكيل حكومة وحدة وطنية في غضون ستة أشهر؛ نص القرار على تكليف المبعوث الأممي الخاص ستافان دي ميستورا بتنظيم محادثات سوريا.  ومع ذلك، ظلت القوى الكبرى منقسمة حول من يجب أن يمثل المعارضة السورية. ولم يرد ذكر للدور المستقبلي للرئيس السوري بشار الأسد.

## مؤتمر جنيف للسلام (2016)
29 يناير 2016 : مؤتمر الأمم المتحدة للسلام في سوريا في جنيف بسويسرا. في اليوم الأول، رفضت الحكومة السورية والمعارضة الجلوس في نفس الغرفة معًا.  
3 فبراير 2016: علق مبعوث الأمم المتحدة ستافان دي ميستورا محادثات السلام، وعلق وزير الخارجية الروسي لافروف بأن «المعارضة السورية اتخذت موقفًا غير بناء تمامًا وحاولت طرح شروط مسبقة».
نُقل عن قادة المتمردين قولهم إنهم يأملون في أن يؤدي انهيار محادثات السلام إلى «إقناع داعميهم الأجانب، دول من بينها تركيا والسعودية، بأن الوقت قد حان لإرسال أسلحة أكثر قوة وتقدماً لهم، بما في ذلك الصواريخ المضادة للطائرات».
فبراير 2016 : أعلن المبعوث الأممي الخاص لسوريا ستافان دي ميستورا عن تعيين هيئة استشارية من 12 امرأة، اسم المجلس الاستشاري للمرأة (أو اختصارًا WAB) في 2 فبراير 2016. من بين أعضاء مجلس النواب المعارضين والمتعاطفين مع الحكومة والنساء المعيلات للإسلاميين. ومع ذلك، فإن WAB غير منتسب سياسياً؛ لا يشارك مجلس الإدارة مباشرة في المفاوضات ولكنه ينصح وسيط الأمم المتحدة في جميع الإجراءات.

## جنيف 4، فبراير 2017
في 1 فبراير 2017، ذكر المبعوث الدولي للأمم المتحدة ستافان دي ميستورا أن الجدول الزمني لمؤتمر جنيف الرابع المعني بسوريا سينقل من 8 فبراير إلى 20 فبراير. وحذر المعارضة لاختيار وفد بحلول 8 فبراير، وإلا فإنه سيختاره بنفسه. وأدان البيان بسرعة ممثلو المعارضة السورية بمن فيهم رياض فريد حجاب رئيس الهيئة العليا للمفاوضات. وفي 12 فبراير، انضم ثلاثة من مسؤولي المجلس الوطني الكردي إلى وفد الائتلاف الوطني الذي يضم 21 عضوًا برئاسة نصر الحريري.

## محادثات سوتشي، يناير 2018
في يناير 2018، عقدت روسيا مؤتمر الحوار الوطني السوري في سوتشي ، وشارك فيه 1500 مندوب، شارك وفد من منصة استانا في مؤتمر الحوار الوطني السوري في مدينة سوتشي في دولة روسيا الاتحادية تحت رئاسة رندة قسيس رئيس حركة المجتمع التعددي حيث كانت قسيس أحد أعضاء الرئاسة في مؤتمر الحوار الوطني السوري.

## محادثات أستانا، مارس 2018
عُقدت الجولة التاسعة من عملية أستانا حول السلام السوري في 16  مارس 2018، كان من المقرر أن يضم الاجتماع الوزاري الثلاثي بشأن سوريا إيران وروسيا وتركيا.

## مذكرة إدلب، سبتمبر 2018
في 17 سبتمبر 2018، توصل الرئيس الروسي فلاديمير بوتين والرئيس التركي رجب طيب أردوغان إلى اتفاق لإنشاء منطقة عازلة في إدلب.

## استقالة دي مستورا وتعيين بيدرسون
أعلن ستافان دي ميستورا بتاريخ 17 تشرين الأول / أكتوبر 2018 أنه سيستقيل من منصبه نهاية شهر تشرين الثاني / نوفمبر من ذات العام وذلك لأسباب عائلية، وقام الأمين العام للأمم المتحدة أنطونيو غوتيريش بتعيين النرويجي غير بيدرسون مبعوثاً أممياً جديداً إلى سوريا.

## اتفاقية المنطقة العازلة شمال سوريا 2019
في 7 أغسطس 2019، توصلت الولايات المتحدة وتركيا إلى اتفاق يقضي بإنشاء منطقة عازلة جديدة منزوعة السلاح في شمال سوريا لاستباق الغزو التركي المحتمل لشمال سوريا التي تسيطر عليها قوات سوريا الديمقراطية.

## اللجنة الدستورية السورية
في سبتمبر 2019  دعا غير بيدرسون، مبعوث الأمم المتحدة الخاص لسوريا منذ 31 أكتوبر 2018، إلى تبادل الأسرى كإجراء لبناء الثقة بين السلطات السورية وجماعات المعارضة ومجموعات المجتمع المدني قبل الموعد المقرر في أكتوبر.
لجنة صياغة الدستور 2019 في جنيف تضم 50 شخصًا من كل من الحكومة والمعارضة والمجتمع المدني، و 15 من كل مجموعة للعمل تحديدًا على صياغة مقترحات للدستور.
اجتمعت اللجنة الدستورية السورية رسميًا لأول مرة في 30 أكتوبر 2019 في مكتب الأمم المتحدة بجنيف.

## لقاء نور سلطان ديسمبر 2019
وصلت وفود تركيا وإيران وروسيا إلى عاصمة كازاخستان نور سلطان (أعيد تسميتها من أستانا في مارس 2019)، في 10 ديسمبر 2019 لمدة يومين من المحادثات الثلاثية المعروفة باسم عملية أستانا. وانتهت المحادثات دون أي اتفاق نهائي لوقف إطلاق النار، بسبب رفض الجانب المناهض للحكومة قبول الشروط الروسية الجديدة فيما يتعلق بالسيطرة على محافظة إدلب.

## وصلات خارجية
- موقع الاستعلام الإلكتروني للخدمات الحكومية
- الموقع الرسمي لمجلس الشعب السوري